# ادی چپمن (بازیکن فوتبال)
ادی چپمن (انگلیسی: Eddie Chapman; ۱ ژانویهٔ ۱۹۲۳ – ۱ ژانویهٔ ۲۰۰۲) بازیکن فوتبال اهل بریتانیا بود.
از باشگاه‌هایی که در آن بازی کرده‌است می‌توان به باشگاه فوتبال وستهام یونایتد اشاره کرد.